# Moema (vissengeslacht)
Moema is een geslacht van straalvinnige vissen uit de familie van de killivisjes (Rivulidae).

## Soorten
- Moema apurinan W. J. E. M. Costa, 2004
- Moema hellneri W. J. E. M. Costa, 2003
- Moema heterostigma W. J. E. M. Costa, 2003
- Moema nudifrontata W. J. E. M. Costa, 2003
- Moema pepotei W. J. E. M. Costa, 1993
- Moema piriana W. J. E. M. Costa, 1989
- Moema portugali W. J. E. M. Costa, 1989
- Moema quiii Huber, 2003
- Moema staecki Seegers, 1987